# 豊島実季
豊島 実季（とよしま みき）は、NHKのアナウンサー。

## 人物
大分県出身。お茶の水女子大学卒業後、2018年に入局。初任地は福井放送局。

## 嗜好・挿話
- 母親はインドネシア・西ジャワ生まれ[2]。
- 高校まではバレーボール部に所属していた[3]。身長は170cm[3]。ジャンピングレシーブが得意[2]。
- 趣味は宝塚歌劇を観ること、バレーボールを観ること[2]。

## 現在の担当番組
- NHKニュースおはよう日本（5:00 - 5:59キャスター、6:55交通情報、6時 - 7時台のニュースリーダー・代行サブキャスター：2025年4月7日 - ）[4]
- 明日をまもるナビ（ナレーション：2025年4月 - ）
- さわやか自然百景（2022年8月7日「栃木 高原山」、2023年3月5日「福井 三方五湖 冬」、9月10日「広島 太田川下流」、2024年3月17日「鹿児島 沖永良部島の海」）- ナレーション
  - NHK札幌放送局が幹事だが、制作は各放送局の持ち回りのため、本部・首都圏局や過去に勤務した福井局・広島局が制作の場合あり。

## 過去の担当番組
福井放送局時代（2018年度 - 2019年度）
- どーも、NHK（2018年6月3日） - 新人お披露目
- 首都圏ネットワーク（2019年2月5日・6日） - 本部首都圏放送センターに出張して代理で出演
- ニュースザウルスふくい - リポーター
- 福井県のニュース・中継・リポート
- 情報たら福 〜いこっさ!きこっさ!〜
- Nスペ5min.（2020年2月22日） - ナレーション

広島放送局時代（2020年度 - 2021年度）
- あさイチ（2020年12月10日）
- 令和3年 広島平和記念式典（2021年8月6日） - 進行
- ニュース地球まるわかり（2021年9月12日） - 中山果奈の代理リポーター
- ニュースウオッチ9（2021年9月13日 - 17日） - 星麻琴の代理リポーター[注釈 1]
- NHKニュースおはようひろしま・NHKニュースおはようちゅうごく（2020年4月6日 - 2022年4月1日） - キャスター（志賀隼哉との隔週担当）
- ラウンドちゅうごく（2020年4月 - 2022年3月） - ナレーション・サブキャスター
- ひろしま コイらじ - 日替り担当
- ひろしまニュース845 - 『おはようひろしま』『おはようちゅうごく』の担当がない週に担当
- 広島県・中国地方のニュース

東京アナウンス室時代（2022年度 - ）
- ラジオ定時ニュース（2022年7月23日：20時 - 21時、23時、翌日の7月24日：午前0時 - 2時、8時）
- さわやか自然百景（2022年8月7日「栃木　高原山」、2023年3月5日「福井　三方五湖　冬」） - ナレーション
- チコちゃんに叱られる!拡大版SP（2022年12月23日） - 塚原愛の代理リポーター：
- ニュースウオッチ9
  - スポーツキャスター（2022年4月11日 - 2023年3月）
    - 2022年9月までは高栁秀平と、
    - 2022年10月からは早坂隆信と隔週で担当。

  - フィールドリポーター（2022年4月4日 - 2024年3月29日）
- NHKジャーナル（2024年2月5日　特集「不登校30万人　学校のあり方は?」報告[5]）
- サタデーウオッチ9（フィールドリポーター）（2024年4月6日 - 2025年3月29日）
- 朝までラーニング!娘と父とアナウンサー、性を学ぶ。（2024年5月5日） - 受講生として
- お好み845（広島放送局への応援。2024年5月27日）
- 広島県・中国地方のニュース（広島放送局への応援と夜勤対応。2024年5月27日 - 28日）
- クローズアップ現代（2025年4月8日、4月22日）- 語り
- NHK民放6局防災プロジェクト いのちともに守るVol.5（2025年4月13日） - 語り
- 日曜討論（2025年4月27日） - 司会
- 憲法記念日特集“ＳＮＳ時代”の選挙は 民主主義は（2025年5月3日） - 司会
- ラジオニュース（不定期：主に平日の15:00台のニュース・気象情報を担当する）
- NHKニュースおはよう日本（赤木野々花の代理キャスター：2025年6月29日）